# 密雲円悟
密雲円悟（みつうん えんご、嘉靖45年（1566年）11月16日 - 崇禎15年（1642年）7月7日）は、中国の明末の臨済宗天童派の禅僧。俗姓は蒋。法諱は円悟。号は密雲。常州府宜興県の出身。費隠通容の師であり隠元隆琦の師翁にあたる。

## 伝歴
父は蒋曦、母は潘氏。8歳で念仏を唱えたという。酒色に溺れ16歳で妻帯。29歳で出家を決意し妻を捨て、万暦23年（1595年）正月に顕親寺の幻有正伝に就いて出家した。その後、幻有に随って竜池山禹門禅院に住した。万暦30年（1602年）、幻有が燕京に移るもそのまま留まり監院を託された。万暦31年（1603年）、38歳にして銅官山（常州府宜興県）にて大悟する。40歳のとき幻有にまみえるため燕京の普照寺に赴き2年間過ごす。その後、径山・天台山・竜池山など各地を巡り、周海門居士・陶望齢・王舜鼎らと問答を繰り返すうち海東に法道が広まった。
万暦36年（1608年）、紹興の護生庵に移り、万暦38年（1610年）、幻有が竜池山に戻ると翌年訪ね、46歳のとき幻有より付法される。万暦42年（1614年）、幻有が示寂。これより3年間その柩に随従し、万暦44年（1616年）12月、遺骨を墓に納めた。翌年、衆に請われて竜池山禹門禅院にて開堂した。天啓元年（1621年）12月、匡廬・衡嶽に行き、天啓2年（1622年）12月に天台山通玄寺（台州府天台県）に住した。天啓4年（1624年）5月、金粟山廣慧寺（嘉興府海塩県）に普山。殿堂などの整備を進め大禅林とした。
崇禎3年（1630年）3月に黄檗山の住持となるが、8月には金粟山廣慧寺に帰り、崇禎4年（1631年）2月に阿育王寺（寧波府鄞県）に移り、4月天童山景徳寺（寧波府鄞県）の住持となった。ここでも荒廃した寺院を復興し僧が雲集した。
崇禎15年（1642年）、天台山通玄寺に戻り、同年7月に結跏趺坐のまま示寂した。世寿77。費隠通容ら12名に嗣法した。

## 著述
- 五峰如学編『密雲禅師語録』

## 伝記・資料
- 王谷撰『行状』
- 徐之垣撰『全身塔銘』
- 唐世済撰『遺衣金栗山銘』
- 韋克振撰『崇禎癸未夏月穀旦本山住持嗣法弟子通容樹石道行碑』
- 木陳道忞撰『天童密雲禅師年譜』
- 銭謙益撰『天童密雲禅師悟公塔銘』
- 木陳道忞撰『明天童密雲悟和尚行状』
- 自叙伝『行繇』（『密雲禅師語録』巻6）
- 遠門浄柱編『五灯会元続略』
- 費隠通容編『五灯厳統』
- 除昌治編『高僧摘要』
- 施沛彙『続灯存稿』
- 聶先編『続指月録』
- 超永編『五灯全書』